# Erzeparchie Aleppo (Melkiten)
Die Erzeparchie Aleppo (lateinisch Archidioecesis Aleppensis o Beroeensis Graecorum Melkitarum; arabisch مطرانية الروم الملكيين الكاثوليك في حلب, DMG Maṭranīyat ar-Rūm al-Malakīyīn al-Kāṯūlīk fī Ḥalab) ist eine in Syrien gelegene Diözese der Melkitischen Griechisch-katholischen Kirche mit Sitz in Aleppo.

## Geschichte
Die Erzeparchie Aleppo ist eine der ältesten Eparchien des Melkitischen Patriarchats von Antiochien. Der Ursprung geht bis auf das Erste Konzil von Nicäa (325) zurück, in dessen Verlauf Bischof Eustathius von Aleppo zum ersten melkitischen Patriarch von Antiochien gewählt wurde. Der bekannteste Bischof von Aleppo  war Acacius, der von 379 bis 433 eine wichtige Rolle im Leben der Ostkirchen spielte. Nach dem Konzil von Chalcedon (451) fanden die melkitischen Geistlichen ihren Hauptsitz in Aleppo. 
Die Kathedrale von Aleppo wurde nach der arabischen Eroberung im Jahre 637 zur Moschee umgebaut. Während des Kreuzzuges um 1147 wurde die Moschee wieder Kathedrale und Sitz des kirchlichen Oberhirten.
Die erneute Besetzung Aleppos durch Mongolen und Tataren führte um 1400 zur Verfolgung der christlichen Gemeinde von Aleppo. Erst im 16. Jahrhundert nahm das christliche Leben und die kirchliche Struktur wieder seine Arbeit auf. Aleppo wuchs zu einer blühenden Metropole auf und mit der Vereinigung der Melkitischen Griechischen Kirche und der Römisch-Katholischen Kirche wurde das Patriarchat in Aleppo ein neues Glaubenszentrum in Syrien. Der erste Erzbischof wurde 1721 Gerasimos Samman, seine Amtszeit dauerte von 1721 bis 1732. Die griechisch-katholische Erzeparchie entstand schließlich 1724, aber erst im Jahr 1830, mit der offiziellen Anerkennung der Melkitischen griechisch-katholischen Kirche, kehrte der melkitische Bischofssitz in die wiedererbaute Kathedrale nach Aleppo zurück.

## Erzbischöfe von Aleppo
- Gerasimos Saigh BC (Dezember 1721–1731)
- Basilios Haractengi BC (3. Juni 1816 – 29. Mai 1823)
- Demetrio Antachi (29. September 1844-)
- Paolo Hatem (27. September 1863–1885)
- Kyrillos VIII. Geha (3. Mai 1885 – 29. Juni 1902, dann Patriarch von Antiochien)
- Demetrios I. Kadi (27. Oktober 1903 – 6. April 1919, dann Patriarch von Antiochien)
- Pierre-Macario Saba (25. Juni 1919 – 28. Juli 1943)
- Isidore Fattal (13. August 1943 – 4. September 1961)
- Athanasios Toutoungi (5. Dezember 1961 – 6. März 1968)
- Néophytos Edelby BA (6. März 1968 – 10. Juni 1995)
- Jean-Clément Jeanbart (2. August 1995 – 17. September 2021)
- Georges Masri (seit 17. September 2021)